# Kragerø (Schiff)
Die Kragerø ist eine Ro-Pax-Fähre der norwegischen Reederei Kragerø Fjordbåtselskap.

## Geschichte
Die am 10. Juli 2003 bestellte Fähre wurde unter der Baunummer 172 auf der Werft Aas Mek. Verksted gebaut. Der Rohbau wurde von Riga Shipyard unter der Baunummer 71 zugeliefert. Die Kiellegung fand am 3. Juli, der Stapellauf am 5. Oktober 2004 statt. Die Fertigstellung der Fähre erfolgte am 11. April 2005. Getauft wurde die Fähre am 4. Mai 2005.
Die Fähre verbindet Kragerø und Stabbestad mit den Inseln Bærøy, Skåtøy, Gumøy, Jomfruland, Tåtøy und Kirkeholmen.

## Technische Daten und Ausstattung
Die Fähre wird von einem MAN-B&W-Dieselmotor des Typs 8L23/30 mit 1240 kW Leistung angetrieben. Der Motor wirkt über ein Untersetzungsgetriebe auf einen Verstellpropeller. Die Fähre ist mit zwei mit jeweils 257 kW Leistung angetriebenen Querstrahlsteueranlagen ausgestattet. Für die Stromerzeugung stehen zwei von Scania-Dieselmotoren des Typs D9 mit jeweils 196 kW Leistung angetriebene Stamford-Generatoren zur Verfügung.
Die Fähre verfügt über ein durchlaufendes Fahrzeugdeck. Auf dem Deck können 24 Pkw befördert werden. Das Fahrzeugdeck kann mit bis zu 110 t belastet werden, die maximale Achslast beträgt 15 t. Das Fahrzeugdeck ist im mittleren Bereich mit den Decksaufbauten überbaut. Die nutzbare Durchfahrtshöhe beträgt 4,5 m. Über dem Fahrzeugdeck befindet sich unter anderem ein Aufenthaltsraum für die Passagiere sowie Räumlichkeiten für die Schiffsbesatzung. Im hinteren Bereich der Aufbauten befindet sich ein offener Decksbereich. Auf dem darüberliegenden Deck befindet sich ein Sonnendeck mit Sitzbänken für die Passagiere. Im vorderen Bereich der Decksaufbauten ist hier die Brücke eingerichtet. Sie ist über die gesamte Breite geschlossen. Zur besseren Übersicht bei An- und Ablegemanövern und der Fahrt in engen Fahrwassern gehen die Nocken etwas über die Schiffsbreite hinaus.
Für die Passagiere steht an Bord ein Kiosk zur Verfügung. Im Tagesbetrieb kann die Fähre 250 Personen befördern. Wenn keine Fahrzeuge befördert werden, beträgt die Passagierkapazität 350 Personen.